# ザ☆忍者
ザ☆忍者は、かつて吉本興業東京本社（東京吉本）に所属していたお笑いコンビ。2017年2月26日付けで解散する事を発表した。

## メンバー
大久保 たもつ（おおくぼ たもつ、1985年1月31日 - ）
- ツッコミ担当、立ち位置は向かって右。
- 本名:大久保 将（読みは同じ）
- 東京都西東京市出身
- 身長179.5cm、血液型A型
- 拓殖大学落語研究会OB
- 以前は映画館でアルバイトをしており、現在はTSUTAYAでアルバイトをしているため映画に詳しい。お笑い芸人を目指す前は映画監督になるのを夢見ていた。[2]
- 一時期YouTube「プリッとchannel」のメンバー パンダ としても活動していた。
- 2021年9月18日より、個人チャンネル「大久保たもつ(パンダ)」を開設、動画投稿を開始。

山脇 充（やまわき みつる、1985年9月28日 - ）
- ボケ担当、立ち位置は向かって左。
- 福岡県糟屋郡出身
- 身長175cm、血液型O型
- 書道が得意で小学四年生で七段を取得、高校生の時には作品がフランスのボルドー美術館にも展示され、審査員にはこのまま続けていれば右腕はいずれ国宝となるであろうと言われたほど[3]。

## 概要
コンビ「スーパー香港ヒーローズ」を解散した大久保が、ピン芸人「変人八十六面相」として活動していた山脇をM-1グランプリに出場するために誘い2010年9月に結成。山脇の忍者衣装を着て漫才がしたいという希望からザ☆忍者というコンビ名になったが、結局忍者衣装は1ヶ月で飽きてしまった。
解散後、大久保は「たもつ君」、山脇は「いっすねー！山脇」としてそれぞれピン芸人に転向。山脇は妻の住む新潟県燕市に移住し、「新潟県住みます芸人」として活動する。大久保はピン芸人「たもつ君」を経て芸人引退、映像制作会社・東京倉庫に勤務。その後退職。
元ざしきわらしの2人らとYouTubeチャンネルプリッとChannelのメンバー「パンダ」として2019年2月2日～2022年10月まで活動していた。
その後、マツダ家の日常を出掛ける会社に就職。

## 芸風
- 主に漫才を行っており、通常の漫才に加え山脇がひたすらギャグをやり続けるというギャグ漫才も行っていた。以前はネタのつかみに山脇が大久保に向かって手裏剣や縄を投げたりする忍者ギャグをやっていたが、それをやめて代わりに山脇が一発ギャグを披露していた（お通しギャグと呼ばれている）。
- 稀に忍者あるあるというリズムネタを行っており、ネット番組ナマイキ!あらびき団のあら-1グランプリではこのネタでファイナルラウンドまで残った。
- 『有田ジェネレーション』での有田哲平（くりぃむしちゅー）のアドバイスにより、山脇がギャグをした後に大久保が「報告」と称して一言ネタを叫ぶというネタも行っていた（ギャガーの山脇に対して大久保はギャグを全く持っていないため）。

## 単独ライブ・イベント
- 「大海を知らぬカワズ君、井の中を抜け出す」ヨシモト∞ホール(2013年8月16日)
- 「風魔小太郎」ヨシモト∞ホール(2014年8月16日)
- 「KANNIN×2」ヨシモト∞ホール(2015年4月1日)
- 「ザ☆忍者は頑張っている」ヨシモト∞ホール(2015年11月3日)
- 「ドロン！」ヨシモト∞ホール(2016年3月27日)
- 「ザ☆忍者は頑張っている2」新宿シアターブラッツ(2016年5月7日)
- 「修行ライブ 蜘蛛の巣城」神保町花月(2016年9月24日)
- 「ザ☆忍者ーテイメント‼︎」大宮ラクーンよしもと劇場(2016年10月9日)